# Kanton Boves
Kanton Boves (fr. Canton de Boves) byl francouzský kanton v departementu Somme v regionu Pikardie. Skládal se z 23 obcí. Zrušen byl po reformě kantonů 2014.

## Obce kantonu
- Blangy-Tronville
- Boves
- Cachy
- Cottenchy
- Dommartin
- Dury
- Estrées-sur-Noye
- Fouencamps
- Gentelles
- Glisy
- Grattepanche
- Guyencourt-sur-Noye
- Hailles
- Hébécourt
- Remiencourt
- Rumigny
- Sains-en-Amiénois
- Saint-Fuscien
- Saint-Sauflieu
- Saleux
- Salouël
- Thézy-Glimont
- Vers-sur-Selles